# Paralaudakia microlepis
Espèce
Synonymes
- Stellio microlepis Blanford, 1874
- Laudakia microlepis (Blanford, 1874)
- Stellio caucasica triannulatus Ananjeva & Atajev, 1984
- Laudakia microlepis triannulata (Ananjeva & Atajev, 1984)

Statut de conservation UICN

 LC  : Préoccupation mineure
Paralaudakia microlepis est une espèce de sauriens de la famille des Agamidae.

## Répartition
Cette espèce se rencontre au Pakistan, en Afghanistan, au Turkménistan et en Iran.

## Taxinomie
La sous-espèce Laudakia microlepis triannulata a été placée en synonymie par Baig, Wagner, Ananjeva et Böhme en 2012

## Publication originale
- Blanford, 1874 : Descriptions of new lizards from Persia and Baluchistàn. Annals and Magazine of Natural History, sér. 4, vol. 13, p. 453-455 (texte intégral).